# Vila Vila (gemeente)
Vila Vila is een gemeente (municipio) in de Boliviaanse provincie Mizque in het departement Cochabamba. De gemeente telt naar schatting 6.402 inwoners (2018). De hoofdplaats is Vila Vila.